# Kris Letang
Kristopher Allen Letang (Montréal, 24 aprile 1987) è un hockeista su ghiaccio canadese. Dalla stagione 2006-2007 gioca nel ruolo di difensore per i Pittsburgh Penguins, squadra della NHL.